# Dogo español
Dogo español är en hundras från Spanien. Den har sitt ursprung i alanernas jaktmastiffer och är en molosserhund som är besläktad med alano español, men är större än denna. 2014 bildades en rasklubb. Rasen är inte officiellt erkänd av den spanska kennelklubben Real Sociedad Canina en España (RSCE), men är listad i grupos étnicos caninos för regionalt förankrade hundraser. En provisorisk standard är fastställd.